# Lappula echinata
Lappula echinata là loài thực vật có hoa trong họ Mồ hôi. Loài này được Gilib. mô tả khoa học đầu tiên năm 1782.